# Эль-Ромераль (гробница)

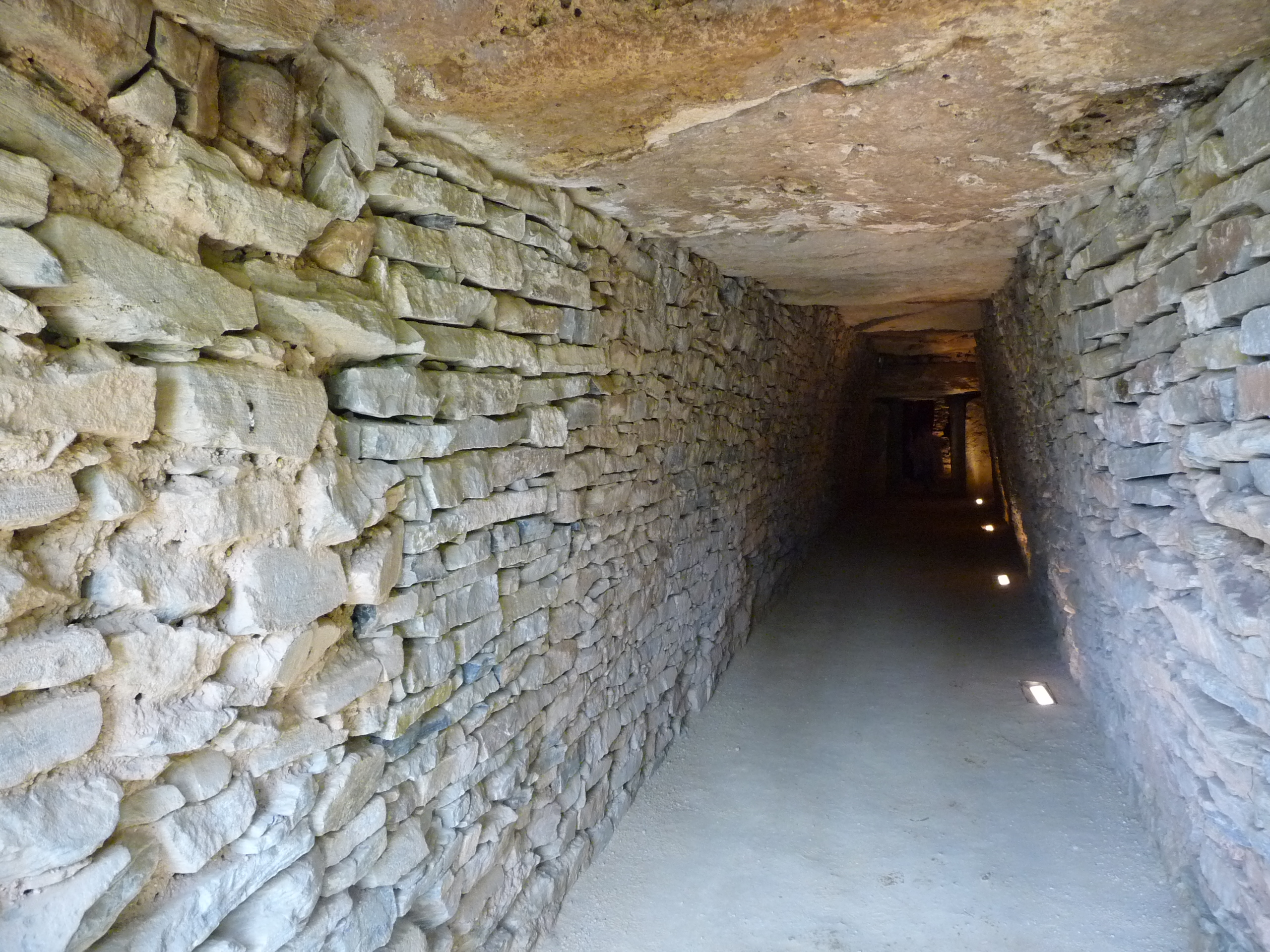
Коридор в гробнице Эль-Ромераль

Дольмен (пещера, гробница) Эль-Ромераль — гробница-мегалит на Иберском полуострове. Сооружена около 1800 г. до н. э. Входит в состав крупной агломерации дольменов в комарке Антекера, провинция Малага, Испания.
В Эль-Ромерале обнаружены человеческие останки, раковины и керамика различных типов.

## Характеристика
В начале XX в. гробницу относили к Тартесской культуре. В настоящее время её принято относить к намного более раннему периоду, а именно к культуре Лос-Мильярес, поскольку она сильно напоминает характерные для данной культуры толосы. Отличается от типичных дольменов использованием маленьких камней для возведения стен (в дольменах — только крупные блоки).
Гробница состоит из коридора и двух круглых камер. Своей композицией гробница отличается от других расположенных вблизи дольменов, таких, как Куэва-де-Менга (2500 г. до н. э.) и Вьера (2400 г. до н. э.), камеры которых — прямоугольные. Комплекс защищён насыпным курганом диаметром в 80 м и высотой 8 м.
- коридор имеет трапециевидную форму, он выполнен из мелких камней и крупных плит, с перемычками. Обеспечивает проход в главную камеру.
- камера выполнена из маленьких камней, что обеспечивает гибкость конструкции. В ней имеется фальшивый купол, опирающийся на блоки, расположенные друг на друге, с большим камнем впереди.
- вторая камера — намного меньше по размеру, она была предназначена для приношений, которые возлагались на алтарь. Её конструкция напоминает предыдущую, со сдвигом влево на 0,50 м и полом с твёрдым покрытием, который возвышается на 0,70 м над основной камерой.